# 레고 캐슬
레고 캐슬(Lego Castle)은 레고사에서 제작한 캐슬 시리즈이다. 1978년 선보였으며 2014년 중단되었다.
레고 캐슬은 기사와 성이 등장하는 레고 중세 및 판타지 환경이었다. 1978년 유럽, 1981년 북미에 도입되어 1999년까지 지속적으로 지원되었다. 1987년부터 1991년까지 해당 환경 내에서 레고 테마의 이름이기도 했으며, 이 이름은 다른 두 개의 단일 테마 환경에서 재사용되었다. 하나는 2007년부터 2009년까지, 다른 하나는 2013년에 제작되었다. 기타 중세 레고 테마에는 나이츠 킹덤(Knights Kingdom), 나이츠 킹덤 II(Knights Kingdom II) 및 킹덤스(Kingdoms)가 포함되었다. 레고 캐슬 세트는 1991년까지 레고랜드 배너로 판매되었다. 레고는 1992년에 레고 시스템을 변경하고 추가하기로 결정했다.

## 같이 보기
- 넥소 나이츠
- 레고 반지의 제왕